# 율하역
율하(항시원외과)역(Yulha(An Anticyclone Surgery)Station, 栗下驛)은 대한민국 대구광역시 동구 안심로에 있는 대구 도시철도 1호선의 역이다. 율하천 하저터널로 용계역과 연결된다.

## 역명의 유래
옛 이름은 방계동이었는데 이 지역에 밤나무가 많아 이후 사람들은 이곳의 지명을 방계동에서 율하동으로 고쳐 불렀다. 그러나 일제강점기에 밤나무를 모두 없애고 과수원을 만들었고 현재는 거의 논.밭으로 바뀌었다.

## 특징
율하남교 하저터널로 용계역과 연결된다. 원래는 출구가 3곳이었으나 율하동 아파트 단지 인근에 롯데쇼핑프라자가 생기면서 2010년 5월 14일에 기존 출구 3개에서 범안로 방향에 4번 출구를 신설하였고, 기존 3번과 신설된 4번 출구 사이에 롯데쇼핑프라자 지하 연결 통로를 신설하였다. 이 통로는 롯데마트가 대구교통공사에 협약을 맺고 기부채납한 것이며 롯데쇼핑프라자가 오픈하고 몇 개월 후에 개통되었다. 이후 2번 출구가 정식 개통하면서 현재 출구는 5개다. 또한, 율하역의 모든 표지판(역명판 포함)이 "대디가"에 맞쳐서 모두 변경되었다. 이 역 남쪽의 대구 도시철도 2호선 연호역 방향으로 범안로 고가도로가 있으며, 신도시 개발로 인근에 아파트 단지들이 많이 건축되어 이용률도 증가하였다. 대구혁신도시 진입 도로가 율하역 인근에 건설되고 있다. 2019년 3월 1일부터 항시원외과라는 새로운 부역명이 표기되었다.

## 역사
- 1998년 5월 2일 : 대구 도시철도 1호선 개통과 함께 영업 개시
- 2010년 5월 14일 : 기존 출구 3개에서 범안로 방향에 3번 출구를 에스컬레이터 신설
- 2010년 7월 15일 : 롯데쇼핑프라자, 롯데마트(대구율하점) 오픈, 직결되는 연결통로 개통
- 2012년 12월 31일 : 범안로 방향에 2번 출구를 신설
- 2017년 3월 4일 : 스크린도어 설치

## 역 구조
2면 2선의 상대식 승강장이 있는 지하 역이며, 승강장 벽면 색상은 하늘색이다. 스크린도어가 설치되어 있다.

### 승강장
| 용계 ↑ |
| \| 상  |
| ↓ 신기 |

| 상행 | ● 대구 도시철도 1호선 | 반월당·중앙로·설화명곡 방면 |
| 하행 | ● 대구 도시철도 1호선 | 신기·반야월·안심·하양 방면  |

- 승강장 번호는 없다.
- 대합실을 통해, 반대편 승강장으로 이동이 가능하다.

## 편의시설 및 기타 특징
- 엘리베이터

2,3,5번 출구 방면에 엘리베이터가 설치되어 있다.
- 역세권 할인 혜택

율하역 대합실 상하선 끝부근에 지하철 이용 포토존이 설치되어 있다. 포토존에서 사진촬영후 롯데시네마 율하점에 인증샷을 보여주면 영화 할인 혜택을 받을 수 있다.
- 화장실

율하역 포토존

남녀 화장실 및 남녀 장애인 화장실이 설치되어있다.
- 물품보관함 - 현재 없음
- 현금인출기-대합실에 설치되어 있음.

## 역 주변
| 나가는 곳 | 방면 |
| --------- | --- |
| 1         | 율하남교, 율하천, 금계국 군락지 안심2동 행정복지센터 신협 팔공율하역지점 대구정동고등학교 율하시티프라디움아파트 대구 버스 의료R&D지구 DRT 정류장 의료R&D지구 주차장(각산동 1020-1) 능천산, 초례봉 살림욕장, 낙타봉, 요령봉, 환성산 팔공산왕건길 코스 |
| 2         | 금호강자전거도로, 금호강자전거길 율하우방아이유쉘아파트 대구 율하테크노밸리 - 율하도시첨단산업단지 대구전문장례식장 안심체육공원 범안로 (대구) \| 2026년 9월 1일 무료화 고모요금소(고모톨게이트)                                                      |
| 3         | 롯데마트 대구율하점 롯데아울렛 대구율하점 롯데시네마 대구율하점 율하롯데캐슬탑클래스아파트 2011 대구세계육상대회 선수촌아파트 율하동우체국 율하광장 율하체육공원                                                                                      |
| 4         | 안심주공아파트 차량등록사업소 동부민원분소 율하휴먼시아 5·6단지 동부자동차종합시장 율하지구아파트단지 |
| 5         | 안심1동 행정복지센터 대구안일초등학교 안심뉴타운 대구동부소방서 대구소방학교 율암동, 상매동, 매여동, 혁신동 |

## 승차량 변동
| 노선  | 승차 인원 | 승차 인원 | 승차 인원 | 승차 인원 | 승차 인원 | 승차 인원 | 승차 인원 | 승차 인원 | 승차 인원 | 승차 인원 | 주석  |
| 노선  | 1997년    | 1998년    | 1999년    | 2000년    | 2001년    | 2002년    | 2003년    | 2004년    | 2005년    | 2006년    | 주석  |
| ----- | --------- | --------- | --------- | --------- | --------- | --------- | --------- | --------- | --------- | --------- | ----- |
| 1호선 | 미개통    | 1,117     | 1,621     | 미공개    | 1,491     | 1,457     | 838       | 1,266     | 1,298     | 1,377     | [ 2 ] |
| 노선  | 2007년    | 2008년    | 2009년    | 2010년    | 2011년    | 2012년    | 2013년    | 2014년    | 2015년    | 2016년    |       |
| 1호선 | 1,308     | 1,409     | 2,079     | 3,073     | 3,853     | 4,192     | 4,405     | 4,659     | 4,739     | 4,940     | [ 2 ] |
| 노선  | 2017년    | 2018년    | 2019년    | 2020년    | 2021년    |           |           |           |           |           |       |
| 1호선 |           |           |           |           |           |           |           |           |           |           |       |

## 인접한 역
| 대구 도시철도 1호선    | 대구 도시철도 1호선   | 대구 도시철도 1호선 |
| ---------------------- | --------------------- | ------------------- |
| 141 용계 설화명곡 방면 | ● 대구 도시철도 1호선 | 143 신기 하양 방면  |